# Karl Dilthey
Karl Dilthey (Biebrich, 1839. március 18. – Göttingen, 1907. március 4.) német tudós és régészprofesszor. Wilhelm Dilthey, a híres filozófus fiatalabbik bátyja. 
Tanulmányait Wrocławban és Bonnban végezte, ezután Görögországba indult tanulmányi útra. 1866-67-ig a Bonni Egyetem magándocense volt, majd Rómába költözött, 1869-ben pedig Zürichbe, ahol filológus- és archeológusprofesszor lett. 1878-tól Göttingenben lakott, ahol szintén professzori állást kapott a város egyetemén, majd a Göttingeni Természettudományi Akadémia tagjává is megválasztották.

## Fordítás
- Ez a szócikk részben vagy egészben  a   Karl Dilthey című angol Wikipédia-szócikk fordításán alapul.  Az eredeti cikk szerkesztőit annak laptörténete sorolja fel. Ez a jelzés csupán a megfogalmazás eredetét és a szerzői jogokat jelzi, nem szolgál a cikkben szereplő információk forrásmegjelöléseként.